# Hova landskommun
Hova landskommun var en tidigare kommun i dåvarande Skaraborgs län.

## Administrativ historik
När 1862 års kommunalförordningar trädde i kraft inrättades i Sverige cirka 2 500 kommuner. Huvuddelen av dessa var landskommuner (baserade på den äldre sockenindelningen), vartill kom 89 städer och åtta köpingar. I Hova socken i Vadsbo härad i Västergötland inrättades då denna kommun.
Vid kommunreformen 1952 bildade den storkommun genom sammanläggning med den tidigare kommunen Älgarås landskommun.
1969 överfördes från Hova församling till Finnerödja församling i Laxå köping, Örebro län ett område med 18 invånare och med en areal av 22,30 kvadratkilometer, varav 11,60 land. Samtidigt överfördes i motsatt riktning ett område med 41 invånare och med en areal av 7,44 kvadratkilometer, varav 4,72 land.
År 1971 upplöstes landskommun och Hova överfördes till Gullspångs kommun, medan Älgarås uppgick i Töreboda kommun.
Kommunkoden 1952-1970 var 1644.

### Kyrklig tillhörighet
I kyrkligt hänseende tillhörde kommunen Hova församling. Den 1 januari 1952 tillkom Älgarås församling. Dessa gick ihop 2006 att bilda Hova-Älgarås församling.

## Geografi
Hova landskommun omfattade den 1 januari 1952 en areal av 336,59 km², varav 269,68 km² land.

### Tätorter i kommunen 1960
| Tätort  | Folkmängd |
| ------- | --------- |
| Hova    | 1 097     |
| Älgarås | 609       |
| Gårdsjö | 335       |

Tätortsgraden i kommunen var den 1 november 1960 42,3 procent.

## Politik

### Mandatfördelning i valen 1950-1966
| 10 | 3 | 8 | 2 | 2 |

| 25 |

| 8 | 11 | 2 | 4 |

| 25 |

| 8 | 2 | 7 | 3 | 5 |

| 25 |

| 12 | 3 | 9 | 7 | 4 |

| 34 |

| 13 | 2 | 8 | 6 | 6 |

| 34 |

| 10 | 12 | 4 | 9 |

| 34 |

| 12 | 10 | 5 | 8 |

| 34 |

| 10 | 12 | 4 |  | 8 |

| 32 |